# Латак, Аттила
Аттила Латак (венг. Laták Attila, 9 сентября 1945 — 8 декабря 1991) — венгерский борец вольного стиля, призёр чемпионата Европы.

## Биография
Родился в 1945 году в Будапеште. В 1970 году стал бронзовым призёром чемпионата Европы. В 1972 году занял 5-е место на чемпионате Европы, а кроме того принял участие в Олимпийских играх в Мюнхене, но наград не завоевал.